# Areka

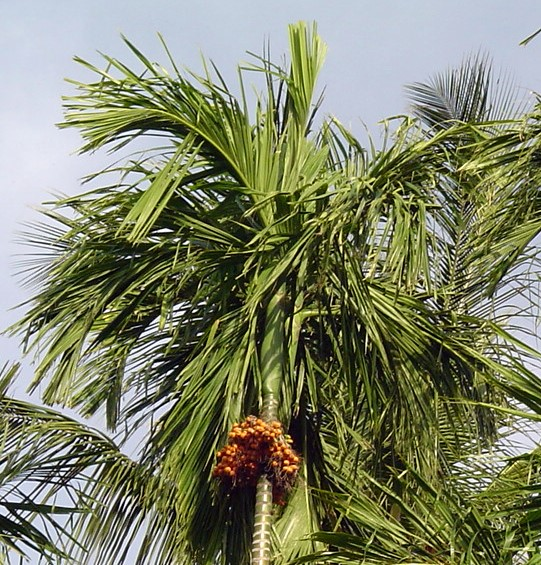
Areka katechu

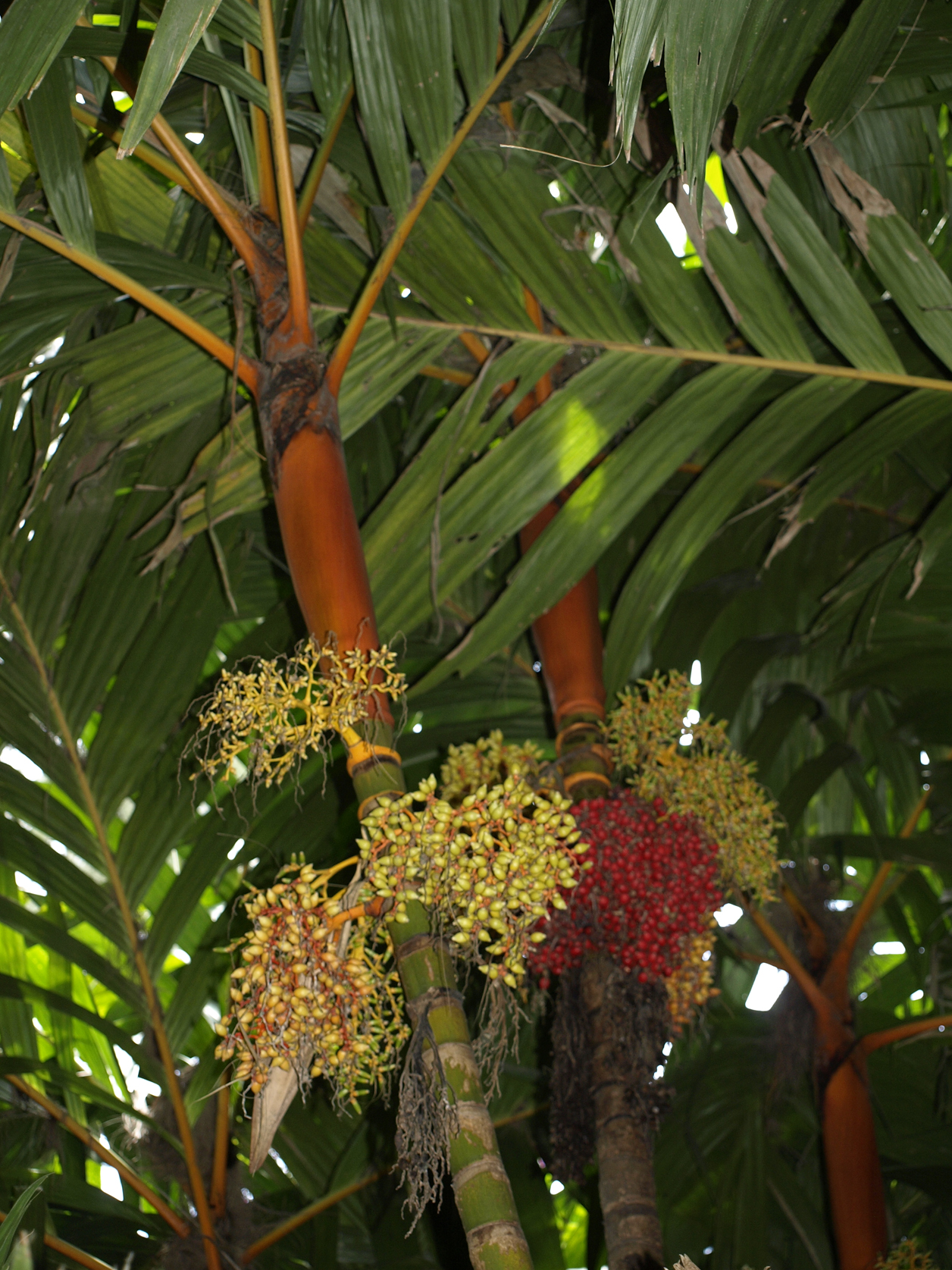
Areca vestiaria

Areka (Areca L.) – rodzaj palm z rodziny arekowatych. Należy do niej około 50 gatunków rosnących głównie w południowo-wschodniej Azji. Gatunkiem typowym jest Areca catechu L..

## Systematyka
Synonimy
Gigliolia  Becc., Mischophloeus Scheff., Pichisermollia H. C. Monteiro
Pozycja systematyczna według Angiosperm Phylogeny Website (2001...)
Należy do rodziny arekowatych (Arecaceae), rzędu arekowce (Arecales), kladu jednoliścienne (monocots) w obrębie kladu okrytonasiennych. W obrębie arekowatych należy do podrodziny Arecoideae, plemienia Areceae i podplemienia Arecinae
Pozycja rodziny w systemie Reveala (1993-1999);
Gromada okrytonasienne (Magnoliophyta Cronquist), podgromada Magnoliophytina Frohne & U. Jensen ex Reveal, klasa jednoliścienne (Liliopsida Brongn.), podklasa liliowe (Liliidae J.H. Schaffn.), podklasa arekowe (Arecidae Takht.), nadrząd Arecanae Takht., rząd arekowce (Arecales Bromhead), rodzina arekowate (Arecaceae Schultz Sch.), rodzaj areka (Areca L.).
Gatunki
- Areca abdulrahmanii J.Dransf.
- Areca ahmadii J.Dransf.
- Areca andersonii J.Dransf.
- Areca arundinacea Becc.
- Areca brachypoda J.Dransf.
- Areca caliso Becc.
- Areca camarinensis Becc.
- Areca catechu L. – areka katechu
- Areca celebica Burret
- Areca chaiana J.Dransf.
- Areca concinna Thwaites
- Areca congesta Becc.
- Areca costulata Becc.
- Areca dayung J.Dransf.
- Areca furcata Becc.
- Areca guppyana Becc.
- Areca hutchinsoniana Becc.
- Areca insignis (Becc.) J.Dransf.
  - Areca insignis var. insignis.
  - Areca insignis var. moorei (J.Dransf.) J.Dransf.
- Areca ipot Becc.
- Areca jobiensis Becc.
- Areca jugahpunya J.Dransf.
- Areca kinabaluensis Furtado
- Areca klingkangensis J.Dransf.
- Areca laosensis Becc.
- Areca ledermanniana Becc.
- Areca macrocalyx Zipp. ex Blume
- Areca macrocarpa Becc.
- Areca minuta Scheff.
- Areca montana Ridl.
- Areca multifida Burret
- Areca nannospadix Burret
- Areca nigasolu Becc.
- Areca novohibernica (Lauterb.) Becc.
- Areca oxycarpa Miq.
- Areca parens Becc.
- Areca rechingeriana Becc.
- Areca rheophytica J.Dransf.
- Areca ridleyana Becc. ex Furtado
- Areca rostrata Burret
- Areca salomonensis Burret
- Areca subacaulis (Becc.) J.Dransf.
- Areca torulo Becc.
- Areca triandra Roxb. ex Buch.-Ham.
- Areca tunku J.Dransf. & C.K.Lim
- Areca vestiaria Giseke
- Areca vidaliana Becc.
- Areca warburgiana Becc.
- Areca whitfordii Becc.